# Gleichschaltung
Gleichschaltung (pronunciat en alemany com [ˈɡlaɪçʃaltʊŋ], amb el significat de "coordinació", "sincronització", "engegada simultània") és un terme del nazisme que descriu un procés històric mitjançant el qual el règim nazi o Tercer Reich va consolidar un sistema totalitari a Alemanya a partir de 1933 i l'Incendi del Reichstag. La paraula descriu una sèrie de mesures que redefiniren les llibertats al país, establint un control dictatorial que la constitució vigent, l'anomenada constitució de Weimar, teòricament impedia. Aquesta política pretenia erradicar l'individualisme, forçant la població d'adherir-se a una doctrina i pensament únics, alhora que permetia el control governamental de la major part dels aspectes de la vida tot emprant una força policial invasiva, la Gestapo, i organitzacions derivades del partit que reglamentaven la vida privada.
No hi ha un terme en la llengua catalana que tradueixi satisfactòriament l'original, de manera que sovint els manuals d'història fan servir el mot alemany. L'historiador britànic Richard J. Evans proposa en anglès forcible-coordination o "coordinació forçada" per donar entendre la naturalesa opressiva d'aquest procés.

## Fons històric
El període que va de 1933 a 1937 es caracteritzà per l'eliminació sistemàtica de tots els organismes aliens al nazisme que poguessin influir els ciutadans, com poden ser els sindicats o els altres partits polítics. Aquells que eren crítics amb les intencions d'Adolf Hitler, especialment els que veien amb mals ulls la seva proximitat amb els grans grups industrials del país, van ser acallats, intimidats o eliminats. El règim també es va esforçar per disminuir la influència de les esglésies. La institució del Ministeri d'Afers Eclesiàstics, dirigit per Hanns Kerrl, n'és una mostra. Les institucions que el règim no podia eliminar, sinó que formaven part de la seva potestat, com el sistema educatiu, van passar a ser controlats completament.
El procés de Gleichschaltung també inclogué la creació d'organitzacions de les quals era obligatori que certs segments de la població fossin membre, en particular els joves. Els nois començaven com a membres dels Pimpfen (mot informal alemany que designa un noi abans del canvi de veu) a partir dels sis anys, mentre que als deu entraven al Deutsches Jungvolk ("jovent alemany"), on s'estaven fins a entrar a les Joventuts Hitlerianes als 14 anys. Els nois hi havien de romandre fins als 18, quan esdevenien part del servei laboral o Arbeitsdienst i la força armada o Wehrmacht. Les noies començaven sent membres del grup de les Jungmädel ("noies joves") als deu anys, i als 14 entraven a la Bund Deutscher Mädel ("Unió de noies alemanyes"). Als 18, normalment se les enviava a territoris de l'est durant una estada de formació agrícola durant un any(Pflichtdienst, "servei obligatori" o Landjahr, "any al camp"). El 1936 hi havia gairebé 6 milions de membres de les Joventuts Hitlerianes.
Els treballadors tenien a la seva disposició una organització de lleure anomenada Kraft durch Freude ("Força a través de l'alegria"). Fins i tot els hobbies i clubs de lleure privats estaven controlats per Kraft durch Freude i, finalment, pel partit únic. Tenia al voltant de 25 milions de membres.